# Progesterex
Progesterex er et opdigtet dyrlægepræparat, som efter sigende skulle kunne sterilisere hunde og heste. I vandrehistorier fra USA skulle progesterex således være brugt af voldtægtsforbrydere til at bedøve og sterilisere sine ofre, således at forbrydere ikke kunne identificeres gennem ofrets barn. Disse historier er blevet udbredt i USA og senere i Europa og Danmark gennem kædebreve og læserbreve. Der findes dog ikke noget lægemiddel ved navn progesterex, og man har ligeledes aldrig fundet eksempler på voldtægtsofre, som skulle være steriliseret ved brug af et sådan lægepræparat.
Endvidere vil en eventuel voldtægt allerede kunne spores gennem voldtægtsmandens sæd og eventuelle hår- og hudrester, så forebyggende sterilisering må siges at være spildt arbejde.
Jyllands-Posten har oplyst, at vandrehistorien om det ikke-eksisterende Progesterex har cirkuleret i USA siden 1999, og adskillige amerikanske sundhedsmyndigheder har offentligt forsøgt at aflive den. I Danmark tog den for alvor fart efter at Helsenyt.com bragte en dansk version.